# ファミリートレーナー 迷路大作戦
『ファミリートレーナー 迷路大作戦』（ファミリートレーナー めいろだいさくせん）は、1987年7月31日にバンダイ(後のバンダイナムコエンターテインメント)より発売されたファミリーコンピュータ用ゲームソフト。日本でのみ発売。周辺機器・ファミリートレーナーの専用ソフト第5弾。

## 概要
ファミリートレーナーのマットB面（12キー）を使用。主人公の少年が青い帽子をかぶって草原を歩いていると怪しげな預言者のオババから「青い冠をかぶった勇者が迷宮に眠る3000年の太古の秘宝を持ち帰る」と言う伝説を聞かされ、強引に広大な地下迷宮の謎を解明することになってしまうと言うストーリーである。前作『ジョギングレース』までのスポーツゲーム路線からアトラクション路線への転換点となったタイトルである。
舞台となる迷路は全5層28ステージで構成。言うなればコンピュータゲーム上で体感する迷路園であるが、モンスターなども登場する。主人公は攻撃手段を持たないのでモンスターの攻撃をひたすら回避するしか無く、また落とし穴などのトラップも仕掛けられており高度なアクションが要求される。全ての迷路を探索し、石碑にパスワードを入力して正解であればエンディングとなる。
通常のプレイ以外に、ランダムで選択される迷路を5分間の制限時間内に脱出する「5分間迷路」モードがプレイ可能。

## 評価
- ゲーム誌『ファミコン通信』のクロスレビューでは、6・7・7・5の合計25点（満40点）となっている[4][2]。レビュアーの意見としては、「コントローラーのほうで弾を撃って、出てくる敵をやっつけられたら、もっとオモシロクなるんじゃないか」などと評されている[4]。

- ゲーム誌『ファミリーコンピュータMagazine』の読者投票による「ゲーム通信簿」での評価は以下の通りとなっており、17.80点（満30点）となっている[3]。また、同雑誌1991年5月10日号特別付録の「ファミコンロムカセット オールカタログ」では、「迷路の中を実際に走り回ってるようで楽しい」と紹介されている[3]。

| 項目 | キャラクタ | 音楽 | 操作性 | 熱中度 | お買得度 | オリジナリティ | 総合  |
| 得点 | 3.07       | 2.92 | 2.77   | 3.05   | 2.76     | 3.23           | 17.80 |